# Do Czech razy sztuka
Do Czech razy sztuka (cz. Nestyda) – czeski film komediowy z 2008 roku w reżyserii Jana Hřebejka. Adaptacja bestsellerowej powieści Povídky o manželství a o sexu z 1999 roku autorstwa Michala Viewegha.

## Fabuła
Oskar jest prezenterem prognozy pogody w czeskiej telewizji. Wiedzie spokojne życie u boku swojej żony Zuzany aż do dnia, gdy odkrywa, że ukochana ma pewien defekt - zbyt duży nos. Stanie się to przełomową chwilą w jego małżeńskim życiu i początkiem miłosnych eksperymentów. Kto spełni jego rozbudzone fantazje – węgierska opiekunka do dzieci, wielbicielka żółwi lądowych, piosenkarka – koleżanka Karela Gotta czy dziewczę lekkich obyczajów? Czy manipulowanie prognozami pogody dla własnych miłosnych celów nie spowoduje prawdziwego sztormu w jego życiu?

## Obsada
- Jiří Macháček – Oskar
- Emília Vášáryová – Nora
- Simona Babčáková – Zuzana
- Pavel Liška – Matěj
- Nina Divíšková – Marta, matka Oskara
- Pavel Landovský – Bedřich, ojciec Oskara
- Vica Kerekes – Kočička
- Martina Krátká – Simona
- Vojta Husa – Jakub
- Viktorie Fedorová – Terezka
- Roman Luknár – syn Nory
- Andy Hajdu – syn Nory
- Kryštof Mucha – Robert
- Marie Látová – Marie
- Miloš Pokorný – prezenter radiowy
- Roman Ondráček – prezenter radiowy
- Peter Kracík – szef TV7
- Hana Seidlová – kelnerka
- Karel Gott we własnej osobie

## Produkcja
Zdjęcia kręcono w Pradze i Pilźnie (scena w Teatrze im. J.K. Tyla).